# 2 Mai
2 Mai es una localidad rumana de la comuna de Limanu, en el condado de Constanța.

## Toponimia
El nombre del lugar puede encontrarse escrito con grafías como Două-Mai y 2 Mai.

## Historia
Hacia comienzos del siglo XX, la localidad, que ya por entonces pertenecía al condado de Constanța, formaba parte de la comuna de Mangalia y tenía contabilizada una población de 90 habitantes, todos rumanos.
En la segunda mitad del siglo XX la localidad había pasado a formar parte de la comuna de Limanu. En el censo de 2021 la localidad tenía una población de 2594 habitantes.